# Антаниманджи
Антаниманджи (на малгашки: Antanimandry) е община (каоминина) в Мадагаскар, провинция Антанариву, регион Вакинанкарача, окръг Анцирабе II. Населението на общината през 2001 година е 9108 души.